# Manfred Wehmeier
Manfred Wehmeier (* 7. Oktober 1949) ist ein ehemaliger deutscher Fußballspieler. Er war Stürmer in der Position des Mittelstürmers.

## Karriere
Wehmeier bestritt von der Saison 1976/77 bis zur Saison 1980/81 insgesamt 142 Spiele in der 2. Bundesliga Nord für den SC Herford; er schoss dabei 23 Tore. Am häufigsten traf er mit neun Treffern in der Saison 1979/80, in der Herford als Neuling als 17. den Abstieg vermeiden konnte. Des Weiteren kam er zwischen den Saisons 1975/76 und 1983/84 in zehn Spielen des DFB-Pokals zum Einsatz. Er blieb dabei torlos.